# Golf van Hammamet
De Golf van Hammamet (Arabisch: خليج الحمامات) is een golf die deel uitmaakt van de Middellandse Zee. De Golf van Hammamet grenst in het westen aan Tunesië en ligt ten noorden van Golf van Gabès.
De belangrijkste steden aan de Golf van Hammamet zijn Nabeul, Hammamet, Sousse en Masakin.

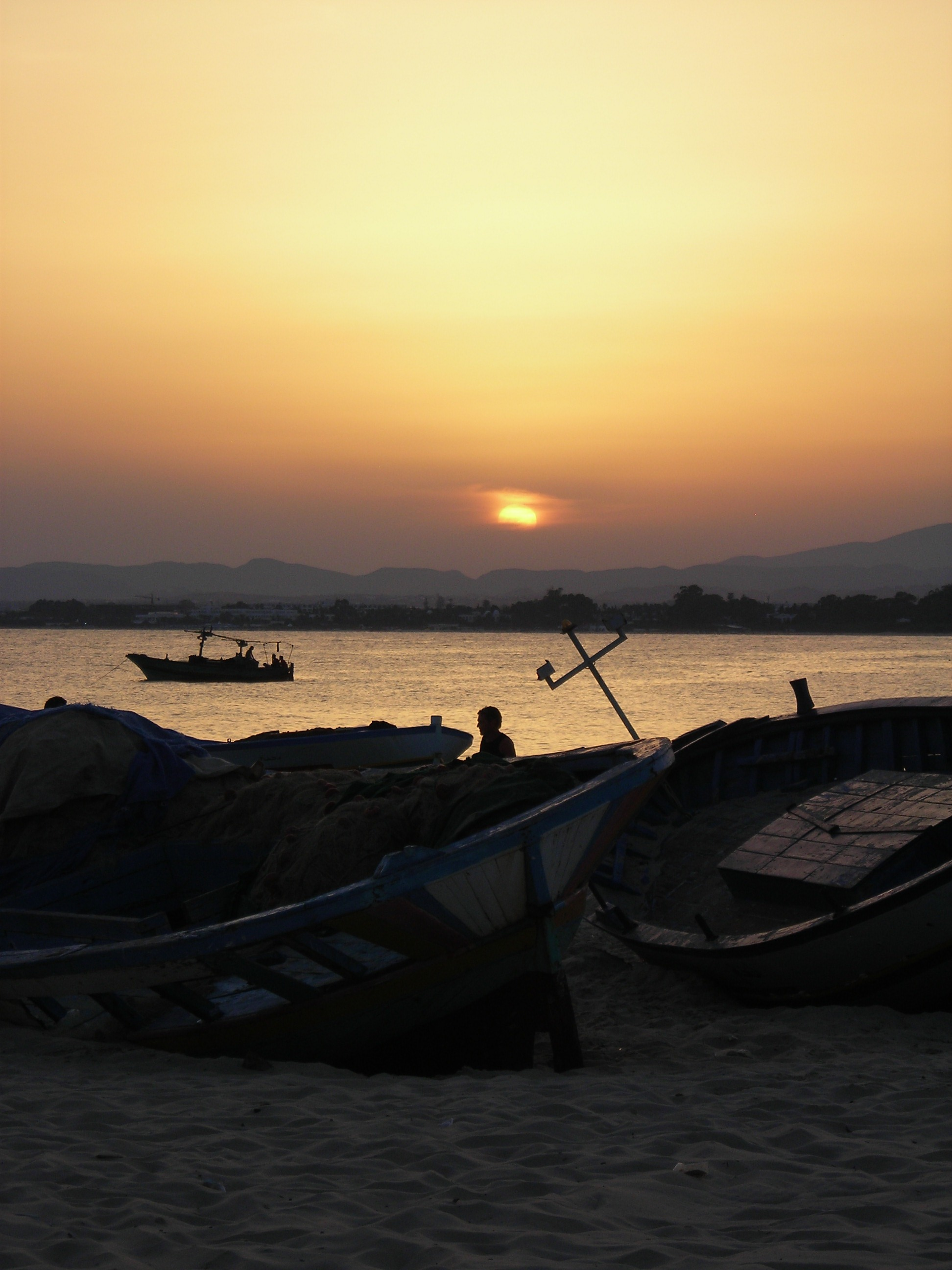
Zondondergang boven de Golf van Hammamet